# Bandol
Bandol este o comună în departamentul Vaucluse din sud-estul Franței. În 2009 avea o populație de 8.394 de locuitori.

## Evoluția populației
| An        | 1975  | 1982  | 1990  | 1999  | 2006  | 2009  |
| --------- | ----- | ----- | ----- | ----- | ----- | ----- |
| Populație | 6.184 | 6.706 | 7.431 | 7.905 | 8.647 | 8.394 |